# Belmonteïta
La belmonteïta és un mineral de la classe dels fosfats.

## Característiques
La belmonteïta és un arsenat de fórmula química CaMn₂(AsO₄)₂(H₂O)₆(H₂O). Va ser aprovada com a espècie vàlida per l'Associació Mineralògica Internacional en el mes de setembre de l'any 2024. Encara resta pendent de publicació. Cristal·litza en el sistema ortoròmbic.
Segons la classificació de Nickel-Strunz pertany a «08.CE: Fosfats sense anions addicionals, amb H₂O, només amb cations de mida mitjana, RO₄:H₂O sobre 1:2,5» juntament amb altres minerals com la switzerita, l'eritrita, la vivianita o la simplesita. Les mostres que van servir per a determinar l'espècie, el que es coneix com a material tipus, es troben conservades a les col·leccions del Dipartimento di Scienze della Terra, dell'Ambiente e della Vita, de la Universitat de Gènova, amb el número de catàleg MO720, i a les col·leccions del Museu d'Història Natural de la Universitat de Pisa (Itàlia), amb el número de catàleg: 20076.

## Formació i jaciments
Va ser descoberta a la mina Gambatesa, situada a la localitat de Ne, a la província de Gènova (Ligúria Itàlia). Aquesta mina italiana és l'únic indret de tot el planeta on ha estat descrita aquesta espècie mineral.